# Liste der türkischen Botschafter in der Deutschen Demokratischen Republik

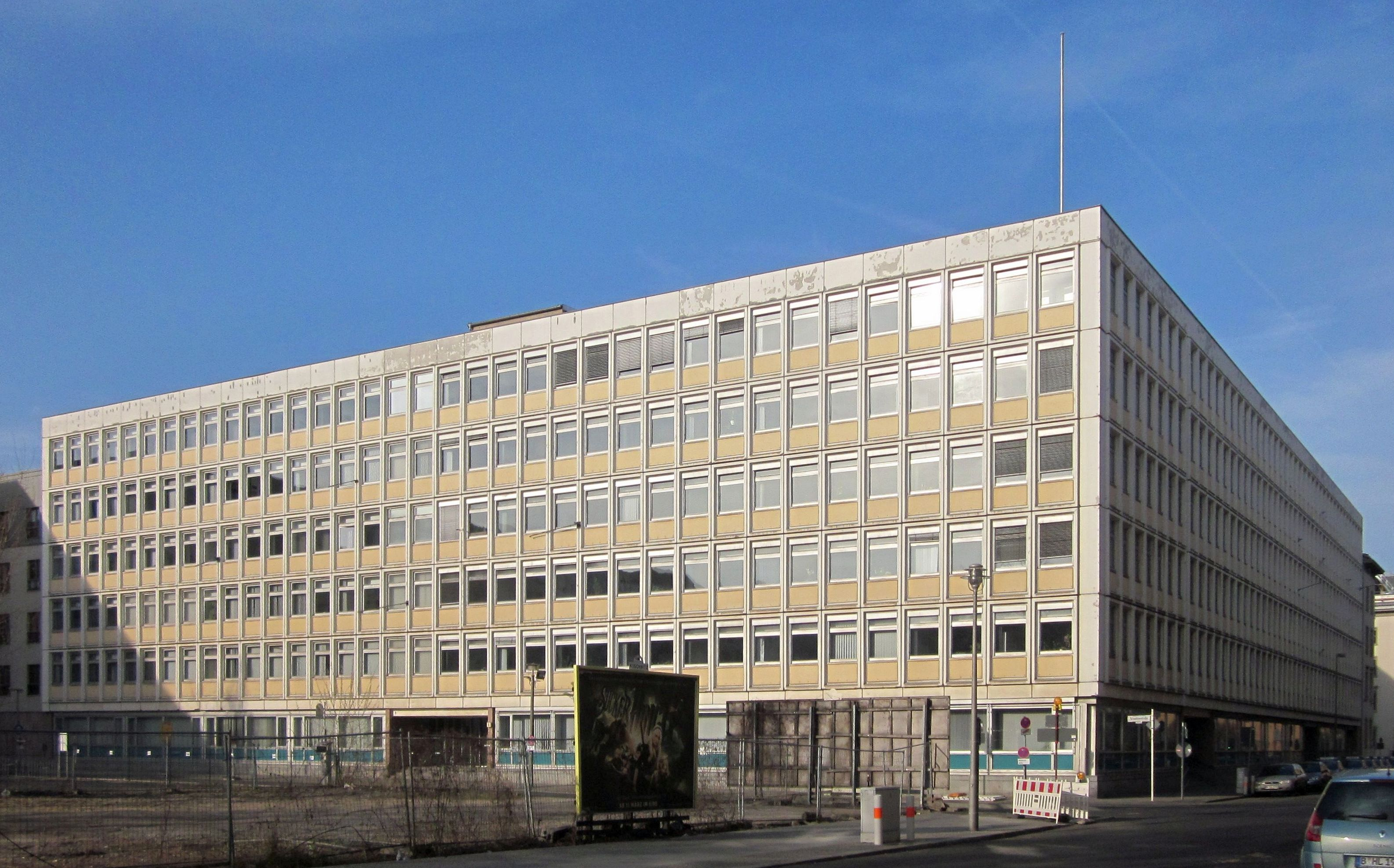
Sitz der Botschaft in der Schadowstraße 6

Diese Liste nennt die türkischen Botschafter in der Deutschen Demokratischen Republik.
Die Fahrzeuge der türkischen Mission erhielten Kraftfahrzeugkennzeichen mit der Kennziffer 62.
| Ernennung Akkreditierung | Botschafter           | Bemerkung | Liste der Ministerpräsidenten der Türkei | Vorsitzender des Staatsrats | Posten verlassen |
| ------------------------ | --------------------- | --- | ---------------------------------------- | --------------------------- | ---------------- |
| Apr. 1976                | Turgut Ilkan          | | Süleyman Demirel                         | Willi Stoph                 |                  |
| 7. Sep. 1978             | Ertuğrul Oğuz Çırağan | | Mustafa Bülent Ecevit                    | Erich Honecker              | 24. Juli 1980    |
| 24. Okt. 1980            | Özdemir Yiğit         | (* 2. März 1928 Vize; † 10. August 1995 in Istanbul) war Attaché an der Botschaft in Kopenhagen, 1970–1974: Botschafter in Tripolis, 1974–1978: Botschafter in Kopenhagen, von Juli 1979 bis Juli 1980 Generalsekretariat des Außenministeriums. 1984–1986: Botschafter in Bern | Bülent Ulusu                             | Erich Honecker              | 1984             |
| 4. Dez. 1984             | Hikmet Özkan          | 1. März 1975 – 1. Juli 1978: Botschafter in Tripolis | Turgut Özal                              | Erich Honecker              | 17. März 1989    |
| 26. Sep. 1989            | Mehmet Metin Mekik    | 1963: Gesandtschaftssekretär zweiter Klasse in Wien, 1. November 1976: Generalkonsul in Oklahoma 1. Sep. 1991 – 1. Dez. 1994: Botschafter in Kairo 1994: non-resident Botschafter in Belmopan.                                                                                  | Yıldırım Akbulut                         | Erich Honecker              | 3. Okt. 1989     |